# 复阳侯国
复阳侯国，西汉时设置的一个侯国。
元康元年（前65年）置，治所在今河南省桐柏县东。属南阳郡。元延二年（前11年）改置县。